# اسب اخته

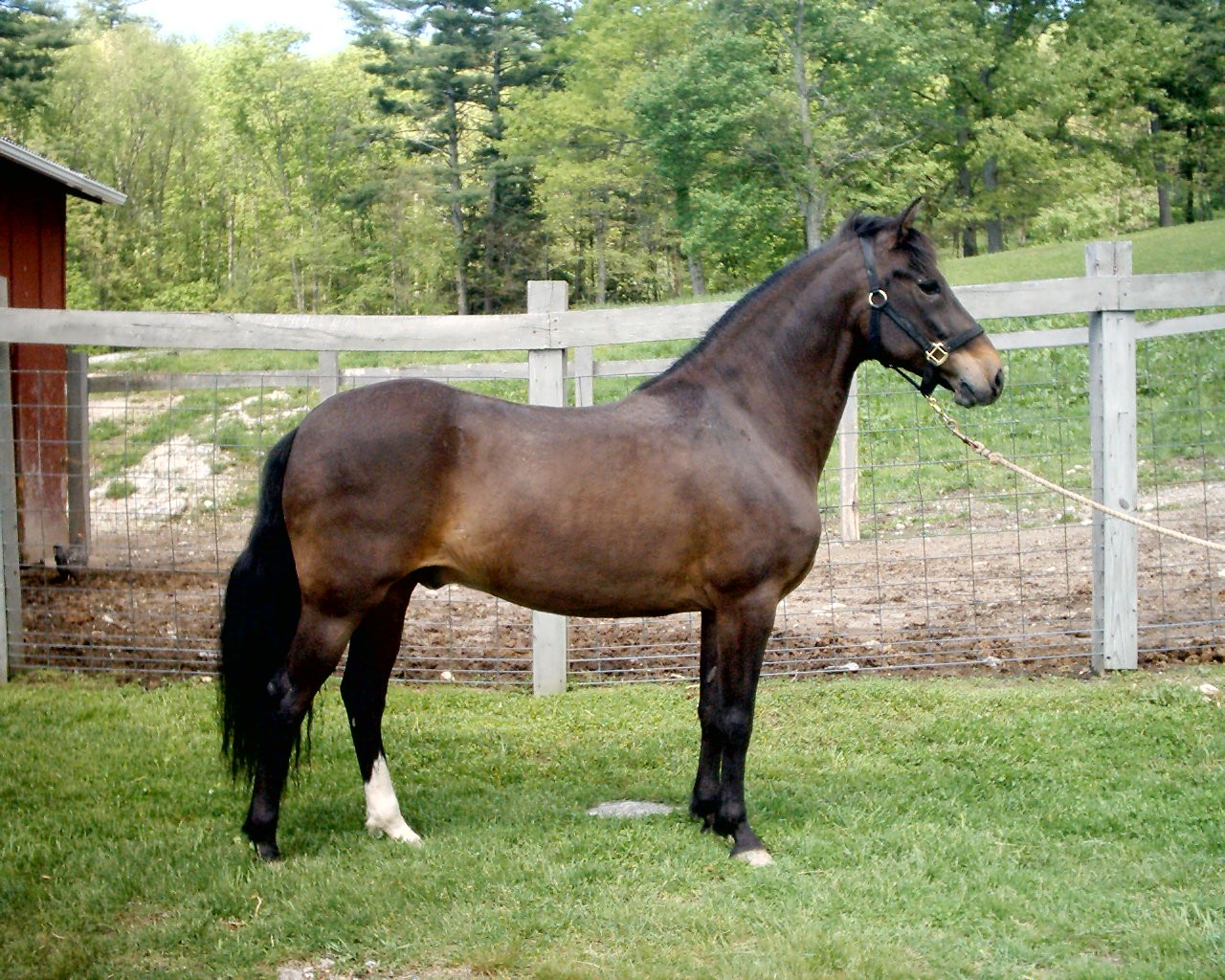
یک اسب اخته ۳ ساله

اسب اخته (به انگلیسی: Gelding) یک اسب نر اخته‌شده یا اسب دیگر مانند اسبچه، الاغ یا قاطر است. اخته کردن، و همچنین حذف رفتارهای هورمونی مرتبط با اسب نر، به اسب نر اجازه می‌دهد تا آرام‌تر و رفتار بهتری داشته باشد، و این جانور را ساکت‌تر، ملایم‌تر و به‌طور کلی به عنوان یک جانور کار روزمره مناسب‌تر می‌کند. اسم مصدر و وجه وصفی «gelding» و مصدر «to geld» به خود روش اخته کردن اشاره دارد.

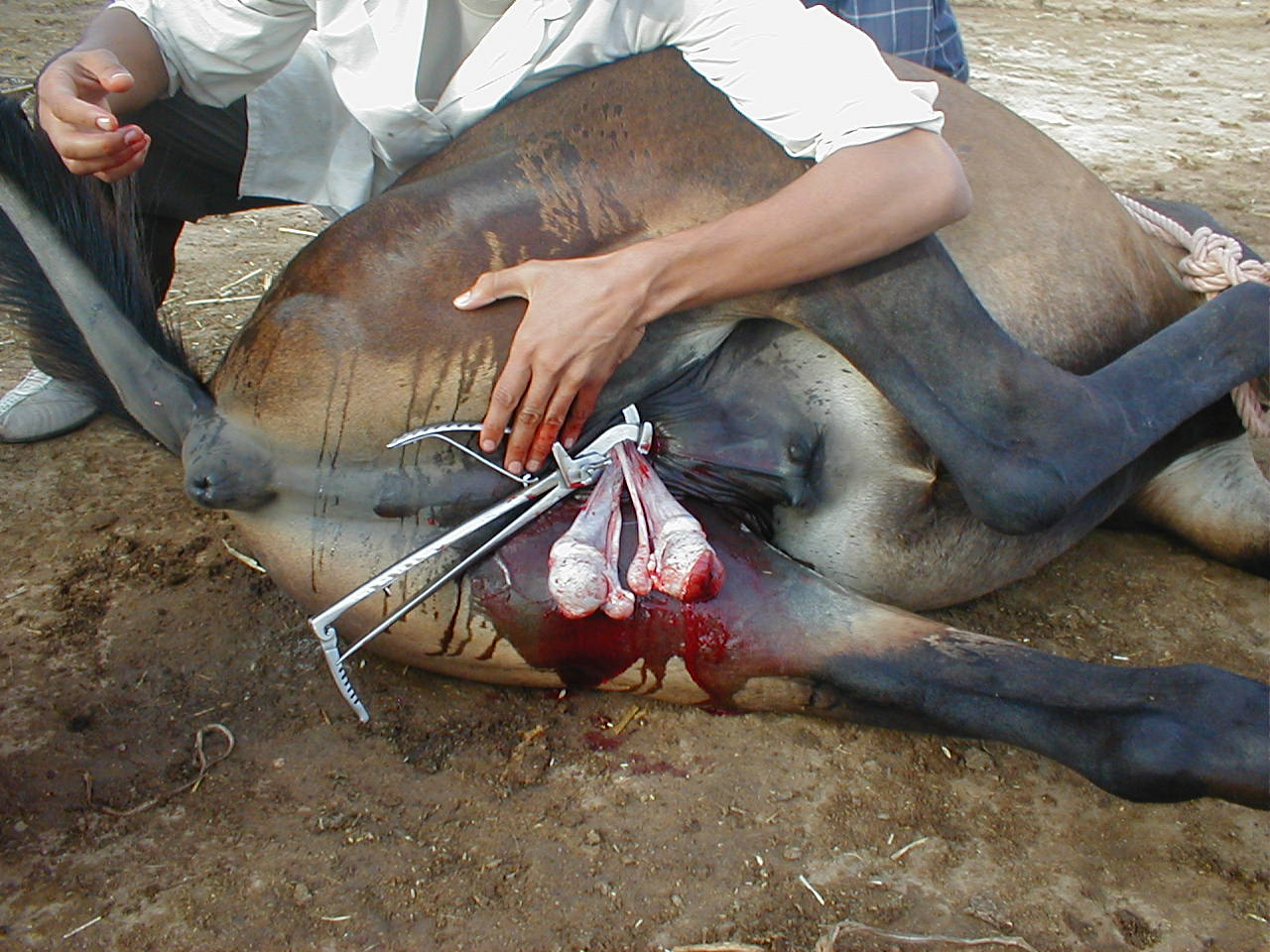
اخته دراز کشیده، از جمله استفاده از انقباض‌کننده‌ها